# Carlos IV da Lorena
Carlos IV da Lorena (em francês:  Charles IV de Lorraine, em alemão:  Karl IV von Lothringen; Nancy,  5 de abril de 1604 - Bernkastel, 18 de setembro de 1675) foi um Duque da Lorena e de Bar, de jure de 1625 a 1675 (de facto de 1625 a 1634, em 1641 e de 1659 a 1670).
Como descendente de Gerardo da Lorena, ele deveria ter sido numerado como Carlos III da Lorena, mas os historiadores lorenos, que pretendiam a legitimidade dos duques da Lorena e de Guise, ligando-os diretamente aos Carolíngios, incluíam na lista de duques o Carolíngio Carlos, duque da Baixa-Lotaríngia, morto em 991.

## Biografia

### Juventude
Neto do duque Carlos III, o Grande, e sobrinho do duque Henrique II, era conhecido sob o nome de Carlos de Lorena, príncipe de Vaudémont, ou simplesmente Carlos de Vaudémont. Filho de Francisco, Conde de Vaudémont, e de Cristina de Salm.
Passa a sua infância na corte de França, sendo um companheiro de brincadeira do futuro Luís XIII, mais velho apenas 3 anos. O seu pai fora equacionado como um partido possível para Maria de Médici antes desta se tornar rainha de França. Regressado à Lorena, onde o seu tio paterno, o duque Henrique II não tinha descendência masculina, Carlos considerava-se como o herdeiro dos ducados, tendo em conta um pretenso testamento do duque Renato II que especificava que os ducados deviam ser transmitidos em linha masculina. Só que o duque, seu tio, respeitando a tradição lorena, entendia deixar o ducado à sua filha mais velha, Nicole, o que fez com que Carlos se afastasse da Lorena.
Combate pelo imperador Fernando II destacando-se na batalha da Montanha Branca, em 8 de novembro de 1620, demonstrando capacidades como chefe militar, quando tinha apenas 16 anos.
Após longas negociações, casa em 1621 com a sua prima Nicole; esta estava destinada a casar-se com o jovem Luís XIII, o que faria que a Lorena e o Barrois fossem integrados pacificamente na França, mas a morte de Henrique IV põe fim a este projeto e Luís XIII acaba por casar com uma infanta espanhola.
Após deixar disposições prevendo que a autoridade de Carlos de Vaudémont dependeria dos direitos da sua mulher, Henrique II da Lorena morre a 31 de julho de 1624.

### Primeira abdicação e regresso ao poder
Carlos não se contentava com a posição de consorte. Com o apoio do seu pai, ele pretendia obter a totalidade do poder. En novembro de 1625, Francisco de Vaudémont (o pai de Carlos), apoiando-se nos termos do pretenso testamento do duque Renato II, reivindica a coroa ducal. Os Estados Gerais dos ducados avaliam a legitimidade do seu pedido e Nicole e Carlos IV abdicam conjuntamente em seu favor.
Francisco de Vaudémont torna-se duque a 21 de novembro de 1625 sob o nome de Francisco II da Lorena, mas abdica cinco dias mais tarde a favor do seu filho que, assim, se torna o Duque Soberano Carlos IV, mas sem ficar dependente dos direitos da sua mulher.

### Dificuldades com a França
As relações entre a França e a Lorena degradam-se, uma vez que Luís XIII recusa-se a reconhecer os princípios do direito que havia levado Carlos ao poder, já que a França tinha todo o interesse em que os ducados pudessem ser transmitidos por via feminina, na eventualidade de uma herdeira vir a casar com um príncipe francês.
Por outro lado, o fim das guerras e das ambições francesas na Itália tinham deslocado as frentes de conflito para norte. A política de Luís XIII de França e do seu poderoso ministro, o Cardeal Richelieu era deslocar a fronteira do reino até às margens do Reno.
Sem o apoio dos seu tios (o eleitor Maximiliano I da Baviera e o imperador Fernando II), o duque Carlos IV procura outras alianças e rompe com a política ultra-católica dos seu antecessores, aliando-se com os huguenotes franceses, com os Ingleses e com o Duque de Saboia.

### Ligações perigosas
Com uma diplomacia ativa mas confusa, Carlos apoiou discretamente os inimigos do Cardeal de Richelieu, acolhendo os conspiradores que, assim, escapavam à justiça real francesa entre os quais se encontrava Gastão de França, Duque de Orleães, irmão do rei e herdeiro do trono de França.
Em setembro de 1629, Gastão de França refugiou-se na Lorena e, sem o consentimento do seu irmão, o rei, casa em 1632 com aquela que ele chamaria toda a sua vida o Anjo, a princesa Margarida de Lorena, irmã do duque Carlos.
Na Primavera de 1631, Gustavo Adolfo, rei da Suécia, desembarca na Pomerânia dando início à Guerra dos Trinta Anos que assolou a Europa. Carlos envia o seu exército para apoiar o Imperador. No Outono desse ano, as tropas francesas invadem a Lorena e o duque considera mais prudente um compromisso assinando o tratado de Vic (6 de janeiro de 1632.

### Segunda abdicação e regresso ao poder
Em junho de 1632, Luís XIII invade uma segunda vez a Lorena e Bar, ocupando os ducados. Carlos vê-se constrangido a assinar o Tratado de Liverdum (26 de junho de 1632) que, na verdade, ele pensava em não respeitar. Em setembro de 1633, as tropas francesas invadem por uma terceira vez a Lorena e Carlos julga ser mais favorável abdicar em 19 de janeiro de 1634 a favor do seu irmão Nicolau Francisco que vem a reinar como Nicolau II da Lorena. Carlos vai comandar as tropas imperiais na guerra contra os suecos e, mais tarde, contra os franceses, obtendo diversos sucessos.
Em 1635, é derrotado quando tentava reconquistar os ducados - os suecos saqueiam os ducados e causam tanta devastação que o ano de 1635 fica na memória como "o ano dos suecos".
Melhor estratéga que político, Carlos IV alcança diversas vitórias entre 1638 e 1640, nomeadamente no Franco-Condado cuja defesa lhe havia sido confiada pelo rei de Espanha. Inicia então novas negociações com a França e, pelo tratado de Saint-Germain-en-Laye (2 de abril de 1641), recupera os seus estados, mas tem que aceitar o protetorado francês, comprometendo-se a não concluir alianças com a Casa de Habsburgo.
Não obstante, algumas semanas mais tarde, ele apoia a revolta conde de Soissons. Richelieu, gravemente doente e após ter contido os culpados, decide prender Carlos IV que consegue pôr-se em fuga nos finais de julho de 1641 e retoma os combates contra a França.
Os tratados de Westfália de 24 de outubro de 1648 que marcam oficialmente e "de jure " a integração dos  Três Bispados na França, deixam a sorte dos ducados em suspenso. Excluídos desses tratados, e falhadas as negociações com o Cardeal Mazarino, que entretanto sucedera a Richelieu, Carlos IV retoma a guerra a ponto de ameaçar Paris em 1652.
Mas ele perde a sua vantagem e a sua credibilidade ao procurar negociar, alternadamente, com Mazarino e com os príncipes da Fronda. A Espanha acusa-o de ser a causa do fracasso, sendo detido em Bruxelas a 25 de janeiro de 1654 e transferido para o Alcazar de Toledo, onde passa cinco anos detido. A intervenção e os esforços do seu irmão, Nicolau II da Lorena, permite que seja libertado a 15 de outubro de 1659. Com o Tratado dos Pirenéus, assinado a 7 de novembro, perde Barrois. Mas entretanto, consegue convencer o Cardeal Mazarino a lho restituir pelo Tratado de Vincennes, celebrado a 28 de fevereiro de 1661.

### Últimos tempos

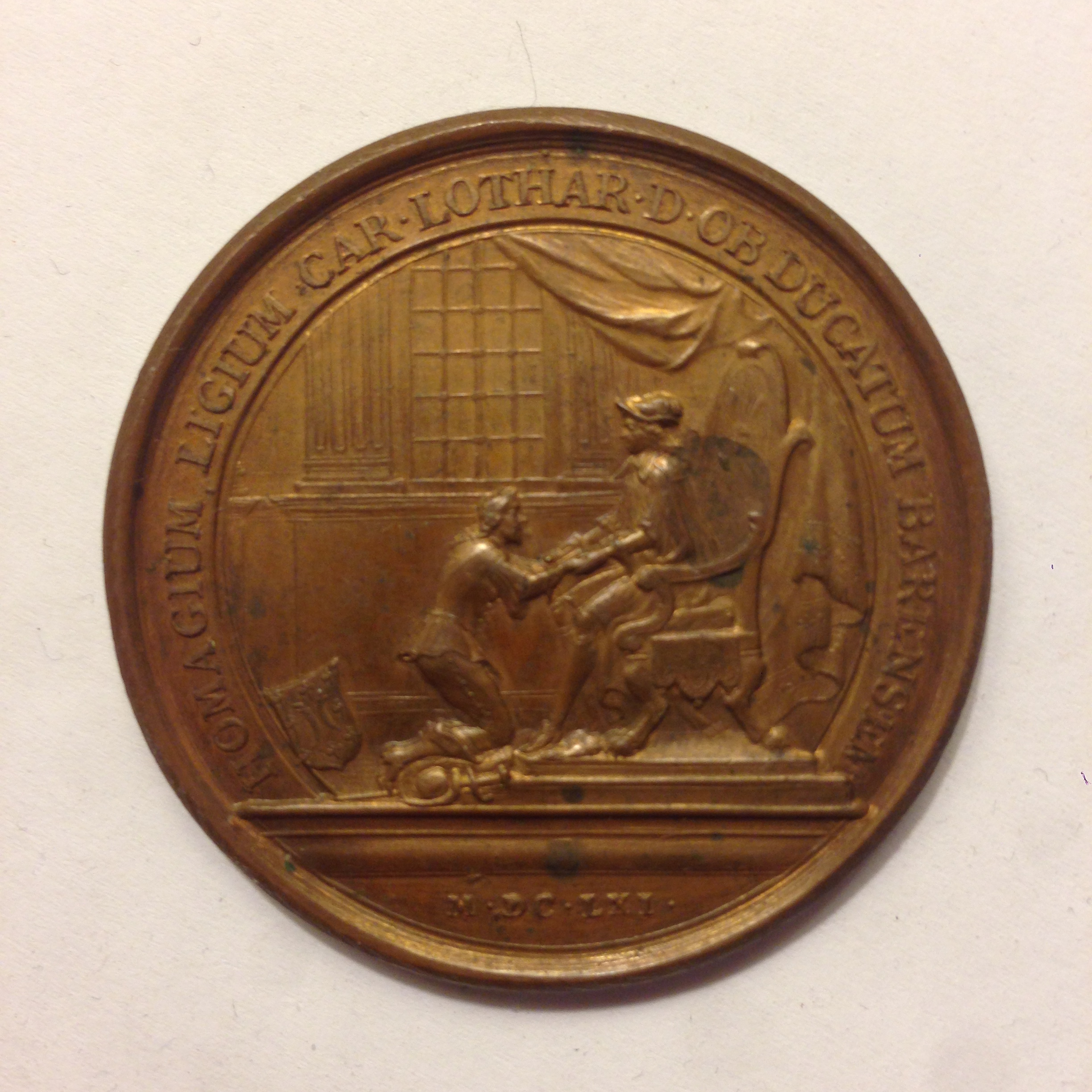
Homenagem de Carlos IV ao rei Luís XIV como soberano do Barrois mouvant, em 1661 (Louvre).

Mas Carlos IV não renuncia às suas atividades militares e continua a combater em benefício dos seus vizinhos. Inicia trabalhos para reabilitar as estradas da Lorena e de Barrois, sobrecarregando de impostos os seus súditos já arruinados pela Guerra dos Trinta Anos.
Em 1669 recusa destroçar os seus exércitos tal como exigido por Luís XIV e as tropas francesas invadem, de novo, os ducados no verão de 1670. Carlos IV põe-se em fuga e, sem alternativa, dissolve o seu exército.
Após ter vencido os franceses em 11 de agosto de 1675 na batalha de Ponte de Konz (Konzer Brücke), fica doente vindo a falecer no mês seguinte com 71 anos.
A Lorena e Barrois foram ocupados pelas tropas francesas até ao Tratado de Ryswick que devolve a Leopoldo da Lorena, sobrinho neto de Carlos IV, os seus estados (1697).

### Casamento e descendência
A vida conjugal do duque foi tão confusa como a sua ação política.
Em primeiras núpcias, Carlos casou, a 23 de maio de 1621, com a sua prima direita Nicole de Lorena (1608-657), filha do seu tio paterno, o duque Henrique II da Lorena, e de Margarida Gonzaga. Deste casamento não houve descendência.
Após ter excluído a mulher do poder, Carlos tenta anular o seu casamento fazendo condenar, em 1631, por feitiçaria, o padre Melchior de la Vallée, que batizara Nicole. Carlos separa-se da mulher em 1635, com o pretexto que não fora livre de escolher a noiva. Mas o Papa não aceita anular o casamento e Nicole acaba por ir viver para Paris, de acordo com instruções do rei Luís XIII que, entretanto, invadira a Lorena.
Apesar de tudo, o duque casa em segundas núpcias, a 9 de abril de 1637, com a sua amante, Beatriz de Cusance (1614-1663), viúva de Leopoldo Eugénio de Oiselay, de quem herdara o baronato de Belvoir e principado de Cantecroix.
Excomungado por bigamia em 23 de abril de 1642, Carlos separa-se fisicamente de Beatriz durante algum tempo. A duquesa Nicole morre em 1657, mas Carlos e Beatriz só formalizam a sua união em 1663 mas por procuração, com o fim de legitimar os filhos entretanto nascidos mas que foram considerados como não dinásticos:
- Francisco (François) (1637-1638);
- Ana (Anne) (1639-1720), que casou em 1660 com Francisco de Lorena, Príncipe de Lillebonne, primo co-irmão do rei Luís XIV.[5]
- Carlos Henrique (Charles Henri) (1649-1723), príncipe de Vaudémont, e príncipe de Commercy.

Doente, Beatriz de Cusance acaba por falecer 15 dias após a formalização do casamento, deixando o duque de novo viúvo.
Embora sexagenário, ele casa em terceiras núpcias, em 1665, com uma jovem de 14 anos, Maria Luísa de Aspremont (1651-1692). Carlos IV morre 12 anos mais tarde e deste casamento não houve geração.

## Ascendência